# Römhild
Römhild är en stad i Landkreis Hildburghausen i förbundslandet Thüringen i Tyskland.
Åren 1680-1710 var orten huvudstad i hertigdömet Sachsen-Römhild.